# الممشاح (تعز)
الممشاح هي إحدى قرى الجمهورية اليمنية. تتبع جغرافيا لمحافظة تعز وإداريًا لمديرية المسراخ. يبلغ تعداد سكانها 3219 نسمة حسب الإحصاء الذي أجري عام 2004.